# Uesugi Kagekatsu

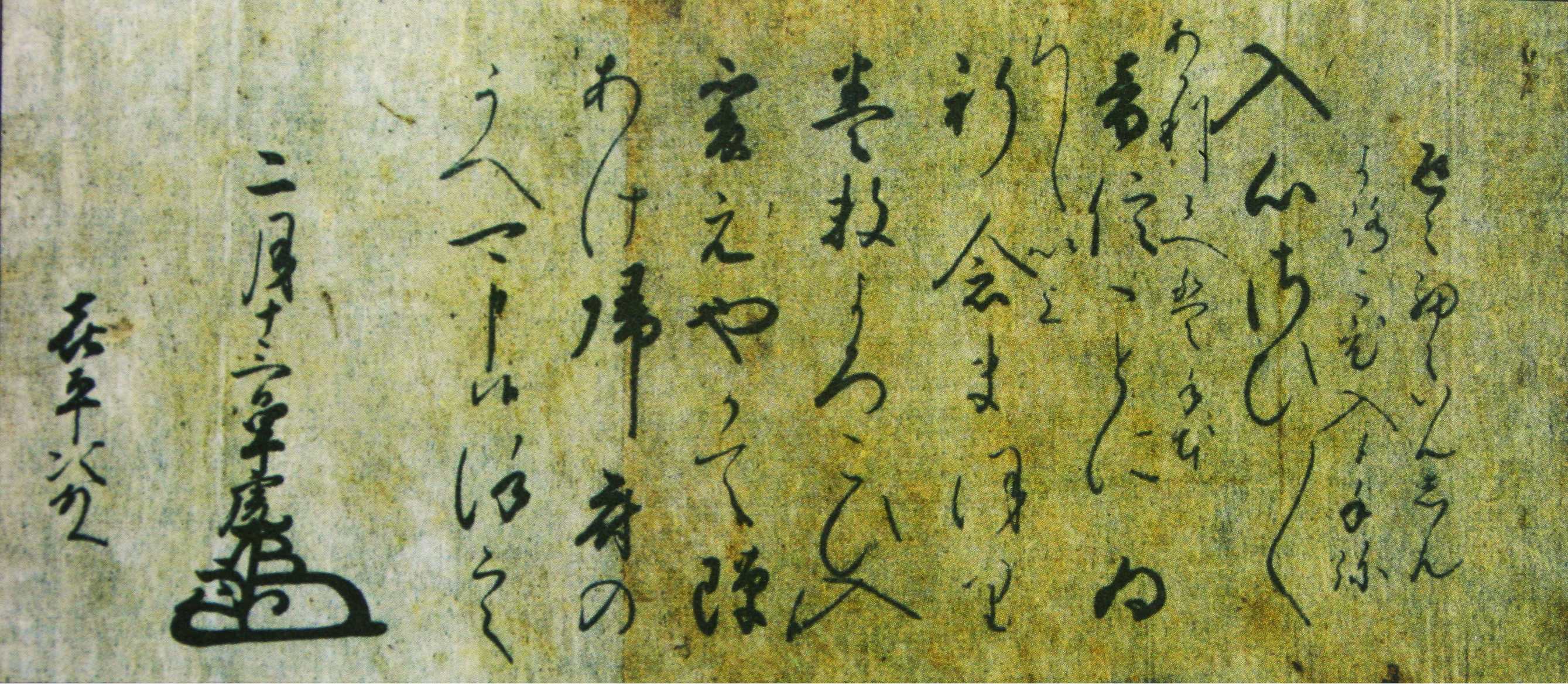
Lettera di Uesugi Kenshin a Uesugi Kagekatsu.

Uesugi Kagekatsu (上杉 景勝?; 8 gennaio 1556 – 19 aprile 1623) fu un daimyō giapponese durante i periodi Sengoku ed Edo.

## Biografia
Kagekatsu era il secondo figlio di Nagao Echizen no Kami Masakage (morto nel 1564),  capo del clan Ueda e zio della sorella maggiore di Uesugi Kenshin, Aya-Gozen. Da bambino il suo nome fu Kiheiji. Kenshin lo adottò e lo nominò erede assieme a Uesugi Kagetora (settimo figlio di Hōjō Ujiyasu, adottato da Kenshin nel 1569). Dopo la morte di Kenshin nel 1578, Kagekatsu trovò un pretesto per scontrarsi con Kagetora e la conseguente guerra civile divenne nota come Ōtate no Ran. Nel 1579 Kagekatsu vinse la guerra e costrinse Kagetora a suicidarsi. Questa sanguinosa divisione permise ai generali di Oda Nobunaga (guidati da Shibata Katsuie) di conquistare le terre degli Uesugi a Kaga, Noto ed Etchū. Kagekatsu nel frattempo sposò una sorella di Takeda Katsuyori e figlia di Takeda Shingen.
Nel 1582 Kagekatsu guidò un esercito a Etchū con l'intento di recuperare i territori persi ma fu sconfitto dalle forze Oda nella battaglia di Tenjinyama. Ritornò frettolosamente a Echigo quando venne a sapere che il generale Oda Mori Nagayoshi era entrato nella provincia durante la sua assenza. Quando il castello di Uozu a Etchū cadde in mano agli Oda, nel corso del quale furono uccisi diversi importanti servitori Uesugi, la situazione per Kagekatsu apparve compromessa. Gli Uesugi ebbero una tregua con la morte di Nobunaga che avvenne poco dopo. Kagekatsu si avvicinò quindi a Toyotomi Hideyoshi e attaccò gli avamposti settentrionali di Shibata Kasuie durante la campagna di Shizugatake (1583). Fu quindi confermato nel suo feudo a Echigo (550.000 koku) e continuò a sostenere Hideyoshi durante la campagna di Komaki (1584) durante la quale giocò un ruolo limitato lanciando un'incursione nello Shinano. Attaccò i forti di Hōjō a Kōzuke durante la campagna di Odawara del 1590 e nel 1598 fu trasferito nel dominio di Aizu (del valore di quasi 1.200.000 di koku), zona occidentale della provincia di Mutsu controllata un tempo dal clan Ashina.
Nello stesso anno fu nominato come uno dei cinque reggenti e alla morte di Hideyoshi i rapporti con Tokugawa Ieyasu si deteriorarono velocemente. Nel 1600 Kagekatsu iniziò i preparativi per la guerra, e in effetti fu lui a dare inizio alla campagna di Sekigahara. Costruì un nuovo castello ad Aizu, attirando l'attenzione di Ieyasu, che lo convocò ad Osaka per spiegazioni. Kagekatsu rifiutò così i Tokugawa pianificarono di guidare un'armata di 50.000 uomini a nord contro di lui. Gli Uesugi dovevano tenere occupato Ieyasu a combattere nel nord distraendoli mentre Ishida Mitsunari attaccava da Osaka. Venuto a conoscenza del piano, Ieyasu si concentrò su Osaka per affrontare Mitsunari mentre due tra i suoi più fedeli e forti alleati, i generali Mogami Yoshiaki e Date Masamune, avrebbero combattuto nel nord nella regione di Tōhoku contro gli Uesugi. Kagekatsu intendeva muovere le sue forze a sud, attaccando i Tokugawa da nord-est mentre Ishida attaccava da ovest, ma fu sconfitto e costretto al ritiro durante la campagna di Keichō Dewa.
Dopo la vittoria dei Tokugawa nella battaglia di Sekigahara, Ieyasu trasferì gli Uesugi dal loro feudo al dominio di Yonezawa (300.000 koku). Considerato le privazioni che ebbero gli sconfitti di Sekigahara, Morgan Pitelka sostiene che il feudo che fu concesso a Kagekatsu fu tuttavia molto grande, e questo probabilmente dovuto al rispetto che Ieyasu aveva per il passato del clan Uesugi, i quali rimasero tra i più ricchi del periodo Edo. Nel frattempo, circa la metà del territorio precedente di Kagekatsu, il dominio di Aizu, fu ridotto a 600.000 koku e concesso a Gamō Hideyuki.
Kagekatsu riuscì a riscattarsi successivamente prendendo parte alle campagne del castello di Osaka. Alla battaglia di Shigeno (1614) Kagekatsu guidò 5.000 uomini in azione contro i difensori di Osaka e si distinse rifiutando un'offerta di Ieyasu di ritirarsi per riposare. Morì a Yonezawa nel 1623, e venne ricordato come un uomo severo e privo di senso dell'umorismo. Nonostante fosse considerato un generale di successo, le sue azioni dell'epoca non confermarono tale qualità.
Fu succeduto dal figlio Uesugi Sadakatsu.